# آدم تشب
آدم تشب (بالإنجليزية: Adam Chubb)‏ مواليد 5 يوليو 1981 في هاريسبرج، هو لاعب كرة سلة أمريكي. بدأ مسيرته الاحترافية في سنة 2004. يلعب مع كرايلسهايم مرلينز في الدوري الألماني لكرة السلة كلاعب وسط. يحمل الرقم 11. يبلغ طوله 6 قدم 10 بوصة (2.1 م).

## المسيرة الاحترافية
لعب مع أولسان موبيس فوبوس في موسم 2004–2005، ثم لعب مع غيسن فورتي سيكسرز في موسم 2005–2006، ثم لعب مع إسبارن بريمرهافن في الدوري الألماني في موسم 2006–2007، ثم لعب مع أرتلاند دراغونز في موسم 2007–2008، ثم لعب مع ألبا برلين في الدوري الألماني من سنة 2008 إلى 2010، ثم لعب مع باسكت سرقسطة 2002 في الدوري الإسباني في موسم 2010–2011، ثم لعب مع إي دبليو إي باسكتس أولدنبورغ في الدوري الألماني من سنة 2011 إلى 2015، ثم لعب مع كرايلسهايم مرلينز في سنة 2015.

## روابط خارجية
- آدم تشب على موقع الاتحاد الدولي لكرة السلة (الإنجليزية)
- آدم تشب على موقع الدوري الأوروبي لكرة السلة (الإنجليزية)
- آدم تشب على موقع كرة السلة الأوروبية.كوم (الإنجليزية)
- آدم تشب على موقع كلية كرة السلة في سبورتس رفرنس.كوم (الإنجليزية)
- آدم تشب على موقع ريلجم (الإنجليزية)
- آدم تشب على موقع بروبوليرز (الإنجليزية)
- آدم تشب على موقع سبورتس رفرنس (الإنجليزية)